# Premios Brit
Los Premios Brit (en inglés, BRIT Awards) son los premios anuales de la Industria Fonográfica Británica. El nombre fue originalmente una forma abreviada de «Britannia» o «British», pero posteriormente se ha convertido en un acrónimo de British Record Industry Trust. Asimismo, en mayo se lleva a cabo una ceremonia equivalente de premiación a la música clásica, denominada Classic Brit Awards.
Los premios se celebraron por primera vez en 1977 y se originaron como un evento anual en 1982 bajo los auspicios de la asociación comercial de la Industria Fonográfica Británica (BPI). En 1989, fueron rebautizados como The BRIT Awards. La multinacional de servicios financieros, Mastercard, ha sido el principal patrocinador a largo plazo del evento.

## Ceremonias
La primera ceremonia de premiación fue en 1977, bajo el nombre de «Premios BRITannia de la Industria Discográfica Británica» para conmemorar el Jubileo de plata de la Reina Isabel II y fue televisada por la cadena Thames Television.
Los premios de la IFB de 1988 fue la primera de las ceremonias que se transmitieron por televisión en vivo. La BBC había transmitido previamente la ceremonia desde 1985, y las ceremonias de 1982 a 1984 no se transmitieron por televisión. La BBC continuó transmitiendo los premios ya con su actual nombre (Premios BRIT), en vivo en 1989 y pregrabados de 1990 a 1992. La cadena ITV lleva transmitiendo los premios desde 1993, pregrabados hasta 2006 y en directo desde 2007 en adelante. BBC Radio 1 ha proporcionado cobertura radial entre bastidores desde 2008.

### Lista de ceremonias

#### Premios BPI
La primera entrega de premios fue en 1977 y fue televisada por la cadena Thames Television. Entre 1978 y 1981, las ceremonias no se llevaron a cabo y al principio no se televisaron luego de reanudarse en 1982.
| Nro. | Año  | Fecha         | Ganador/es de Álbum británico del año               | Ganador/es de Sencillo británico del año                            | Ganadores a Contribución destacada a la música / Ícono Global | Presentador/a | Lugar                     |
| ---- | ---- | ------------- | --------------------------------------------------- | ------------------------------------------------------------------- | ------------------------------------------------------------- | ------------- | ------------------------- |
| 1    | 1977 | 18 de octubre | Sgt. Pepper's Lonely Hearts Club Band – The Beatles | «Bohemian Rhapsody» – Queen «A Whiter Shade of Pale» – Procol Harum | L.G. Wood The Beatles                                         | Michael Aspel | Wembley Conference Centre |
| 2    | 1982 | 4 de febrero  | Kings of the Wild Frontier – Adam & the Ants        | «Tainted Love» – Soft Cell                                          | John Lennon                                                   | David Jacobs  | Grosvenor House Hotel     |
| 3    | 1983 | 8 de febrero  | Memories – Barbra Streisand                         | «Come On Eileen» – Dexys Midnight Runners                           | The Beatles                                                   | Tim Rice      | Grosvenor House Hotel     |
| 4    | 1984 | 21 de febrero | Thriller – Michael Jackson                          | «Karma Chameleon» – Culture Club                                    | George Martin                                                 | Tim Rice      | Grosvenor House Hotel     |
| 5    | 1985 | 11 de febrero | Diamond Life – Sade                                 | «Relax» – Frankie Goes to Hollywood                                 | The Police                                                    | Noel Edmonds  | Grosvenor House Hotel     |
| 6    | 1986 | 10 de febrero | No Jacket Required – Phil Collins                   | «Everybody Wants to Rule the World» – Tears for Fears               | Elton John Wham!                                              | Noel Edmonds  | Grosvenor House Hotel     |
| 7    | 1987 | 9 de febrero  | Brothers in Arms – Dire Straits                     | «West End Girls» – Pet Shop Boys                                    | Eric Clapton                                                  | Jonathan King | Grosvenor House Hotel     |
| 8    | 1988 | 8 de febrero  | ...Nothing Like the Sun – Sting                     | «Never Gonna Give You Up» – Rick Astley                             | The Who                                                       | Noel Edmonds  | Royal Albert Hall         |

#### Premios BRIT
De 1989 a 1992, las ceremonias fueron transmitidas por la BBC. Desde 1993 se transmiten por ITV.
| Nro. | Año  | Fecha         | Ganador/es de Álbum británico del año                          | Ganador/es de Sencillo británico del año       | Ganadores a Contribución destacada a la música / Ícono Global | Presentador/a                           | Lugar             |
| ---- | ---- | ------------- | -------------------------------------------------------------- | ---------------------------------------------- | ------------------------------------------------------------- | --------------------------------------- | ----------------- |
| 9    | 1989 | 13 de febrero | The First of a Million Kisses – Fairground Attraction          | «Perfect» – Fairground Attraction              | Cliff Richard                                                 | Samantha Fox Mick Fleetwood             | Royal Albert Hall |
| 10   | 1990 | 18 de febrero | The Raw & The Cooked – Fine Young Cannibals                    | «Another Day in Paradise» – Phil Collins       | Queen                                                         | Cathy McGowan                           | Dominion Theatre  |
| 11   | 1991 | 10 de febrero | Listen Without Prejudice Vol. 1 – George Michael               | «Enjoy the Silence» – Depeche Mode             | Status Quo                                                    | Simon Bates (solo narración)            | Dominion Theatre  |
| 12   | 1992 | 12 de febrero | Seal – Seal                                                    | «These Are the Days of Our Lives» – Queen      | Freddie Mercury                                               | Simon Bates (solo narración)            | Hammersmith Odeon |
| 13   | 1993 | 16 de febrero | Diva – Annie Lennox                                            | «Could It Be Magic» – Take That                | Rod Stewart                                                   | Richard O'Brien                         | Alexandra Palace  |
| 14   | 1994 | 14 de febrero | Connected – Stereo MC's                                        | «Pray» – Take That                             | Van Morrison                                                  | Elton John RuPaul                       | Alexandra Palace  |
| 15   | 1995 | 20 de febrero | Parklife – Blur                                                | «Parklife» – Blur ft. Phil Daniels             | Elton John                                                    | Chris Evans                             | Alexandra Palace  |
| 16   | 1996 | 19 de febrero | (What's the Story) Morning Glory? – Oasis                      | «Back for Good» – Take That                    | David Bowie                                                   | Chris Evans                             | Earls Court       |
| 17   | 1997 | 24 de febrero | Everything Must Go – Manic Street Preachers                    | «Wannabe» – Spice Girls                        | Bee Gees                                                      | Ben Elton                               | Earls Court       |
| 18   | 1998 | 9 de febrero  | Urban Hymns – The Verve                                        | «Never Ever» – All Saints                      | Fleetwood Mac                                                 | Ben Elton                               | London Arena      |
| 19   | 1999 | 16 de febrero | This Is My Truth Tell Me Yours – Manic Street Preachers        | «Angels» – Robbie Williams                     | Eurythmics                                                    | Johnny Vaughan                          | London Arena      |
| 20   | 2000 | 3 de marzo    | The Man Who – Travis                                           | «She's the One» – Robbie Williams              | Spice Girls                                                   | Davina McCall                           | Earls Court Two   |
| 21   | 2001 | 26 de febrero | Parachutes – Coldplay                                          | «Rock DJ» – Robbie Williams                    | U2                                                            | Ant & Dec                               | Earls Court Two   |
| 22   | 2002 | 20 de febrero | No Angel – Dido                                                | «Don't Stop Movin'» – S Club 7                 | Sting                                                         | Frank Skinner Zoë Ball                  | Earls Court Two   |
| 23   | 2003 | 20 de febrero | A Rush of Blood to the Head – Coldplay                         | «Just a Little» – Liberty X                    | Tom Jones                                                     | Davina McCall                           | Earls Court Two   |
| 24   | 2004 | 17 de febrero | Permission to Land – The Darkness                              | «White Flag» – Dido                            | Duran Duran                                                   | Cat Deeley                              | Earls Court Two   |
| 25   | 2005 | 9 de febrero  | Hopes and Fears – Keane                                        | «Your Game» – Will Young                       | Bob Geldof                                                    | Chris Evans                             | Earls Court Two   |
| 26   | 2006 | 14 de febrero | X&Y – Coldplay                                                 | «Speed of Sound» – Coldplay                    | Paul Weller                                                   | Chris Evans                             | Earls Court       |
| 27   | 2007 | 15 de febrero | Whatever People Say I Am, That's What I'm Not – Arctic Monkeys | «Patience» – Take That                         | Oasis                                                         | Russell Brand                           | Earls Court       |
| 28   | 2008 | 20 de febrero | Favourite Worst Nightmare – Arctic Monkeys                     | «Shine» – Take That                            | Paul McCartney                                                | The Osbournes                           | Earls Court       |
| 29   | 2009 | 18 de febrero | Rockferry – Duffy                                              | «The Promise» – Girls Aloud                    | Pet Shop Boys                                                 | Kylie Minogue James Corden Mathew Horne | Earls Court       |
| 30   | 2010 | 16 de febrero | Lungs – Florence and the Machine                               | «Beat Again» – JLS                             | Robbie Williams                                               | Peter Kay                               | Earls Court       |
| 31   | 2011 | 15 de febrero | Sigh No More – Mumford & Sons                                  | «Pass Out» – Tinie Tempah ft. Labrinth         | –                                                             | James Corden                            | The O2 Arena      |
| 32   | 2012 | 21 de febrero | 21 – Adele                                                     | «What Makes You Beautiful» – One Direction     | Blur                                                          | James Corden                            | The O2 Arena      |
| 33   | 2013 | 20 de febrero | Our Version of Events – Emeli Sandé                            | «Skyfall» – Adele                              | –                                                             | James Corden                            | The O2 Arena      |
| 34   | 2014 | 19 de febrero | AM – Arctic Monkeys                                            | «Waiting All Night» – Rudimental ft. Ella Eyre | Elton John                                                    | James Corden                            | The O2 Arena      |
| 35   | 2015 | 25 de febrero | X – Ed Sheeran                                                 | «Uptown Funk» – Mark Ronson ft. Bruno Mars     | –                                                             | Ant & Dec                               | The O2 Arena      |
| 36   | 2016 | 24 de febrero | 25 – Adele                                                     | «Hello» – Adele                                | David Bowie                                                   | Ant & Dec                               | The O2 Arena      |
| 37   | 2017 | 22 de febrero | Blackstar – David Bowie                                        | «Shout Out to My Ex» – Little Mix              | Robbie Williams                                               | Dermot O'Leary Emma Willis              | The O2 Arena      |
| 38   | 2018 | 21 de febrero | Gang Signs & Prayer – Stormzy                                  | «Human» – Rag'n'Bone Man                       | –                                                             | Jack Whitehall                          | The O2 Arena      |
| 39   | 2019 | 20 de febrero | A Brief Inquiry Into Online Relationships – The 1975           | «One Kiss» – Calvin Harris y Dua Lipa          | P!nk                                                          | Jack Whitehall                          | The O2 Arena      |
| 40   | 2020 | 18 de febrero | Psychodrama – Dave                                             | «Someone You Loved» – Lewis Capaldi            | –                                                             | Jack Whitehall                          | The O2 Arena      |
| 41   | 2021 | 11 de mayo    | Future Nostalgia – Dua Lipa                                    | «Watermelon Sugar» – Harry Styles              | Taylor Swift                                                  | Jack Whitehall                          | The O2 Arena      |
| 42   | 2022 | 8 de febrero  | 30 – Adele                                                     | «Easy on Me» – Adele                           | –                                                             | Mo Gilligan                             | The O2 Arena      |
| 43   | 2023 | 11 de febreo  | Harry's House – Harry Styles                                   | «As It Was» – Harry Styles                     | –                                                             | Mo Gilligan                             | The O2 Arena      |
| 44   | 2024 | 4 de marzo    | My 21st Century Blues – Raye                                   | «Escapism» – Raye con 070 Shake                | Kylie Minogue                                                 | Clara Amfo Maya Jama Roman Kemp         | The O2 Arena      |
| 45   | 2025 | 1 de marzo    | Brat – Charli XCX                                              | «Guess» – Charli XCX con Billie Eilish         | –                                                             | Jack Whitehall                          | The O2 Arena      |

## Principales ganadores de cada año
- 1977: The Beatles ganó 3 premios.
- 1982: Sin claro ganador.
- 1983: Paul McCartney ganó 2 premios.
- 1984: Michael Jackson y Culture Club ganaron 2 premios cada uno.
- 1985: Prince ganó 2 premios.
- 1986: Eurythmics ganó 2 premios.
- 1987: Peter Gabriel ganó 2 premios.
- 1988: Michael Jackson ganó 2 premios.
- 1989: Phil Collins, Michael Jackson, Fairground Attraction y Tracy Chapman ganaron 2 premios cada uno.
- 1990: Queen, Neneh Cherry, Phil Collins y Fine Young Cannibals ganaron 2 premios cada uno.
- 1991: The Cure ganó 1 premio.
- 1992: Seal y Queen ganaron 3 premios cada uno.
- 1993: Annie Lennox y Michael Jackson ganaron 2 premios cada uno.
- 1994: Björk, Take That y Stereo MC's ganaron 2 premios cada uno.
- 1995: Blur ganaron 4 premios.
- 1996: Oasis ganaron 3 premios.
- 1997: Manic Street Preachers y Spice Girls ganaron 2 premios cada uno.
- 1998: The Verve ganaron 2 premios.
- 1999: Robbie Williams ganó 1 premio.
- 2000: Travis, Robbie Williams y Macy Gray ganaron 1 premio cada uno.
- 2001: Robbie Williams y Missy Elliott ganaron 2 premios cada uno
- 2002: Dido y Kylie Minogue ganaron 2 premios cada uno.
- 2003: Coldplay y Ms. Dynamite ganaron 1 premio cada uno.
- 2004: The Darkness ganaron 3 premios.
- 2005: Scissor Sisters ganaron 3 premios.
- 2006: Kaiser Chiefs ganaron 3 premios.
- 2007: Arctic Monkeys y The Killers ganaron 2 premios cada uno.
- 2008: Arctic Monkeys, Foo Fighters y Take That ganaron 2 premios cada uno.
- 2009: Duffy ganó 3 premios.
- 2010: Lady Gaga ganó 3 premios.
- 2011: Arcade Fire ganaron 2 premios.
- 2012: Adele y Ed Sheeran ganaron 2 premios cada uno.
- 2013: Ben Howard y Emeli Sandé ganaron 2 premios cada uno.
- 2014: Arctic Monkeys y One Direction ganaron 2 premios cada uno.
- 2015: Ed Sheeran y Sam Smith ganaron 2 premios cada uno.
- 2016: Adele ganó 4 premios.
- 2017: David Bowie y Rag'n'Bone Man ganaron 2 premios cada uno.
- 2018: Dua Lipa y Stormzy ganaron 2 premios cada uno.
- 2019: Calvin Harris y The 1975 ganaron 2 premios cada uno.
- 2020: Lewis Capaldi ganó 2 premios.
- 2021: Dua Lipa ganó 2 premios.
- 2022: Adele ganó 3 premios.
- 2025: Charli xcx ganó el álbum del año.

## Categorías

### Actuales
- Álbum británico del año
- Canción británica del año
- Artista británico del año
- Productor británico del año
- Grupo británico
- Mejor artista nuevo (anteriormente «Artista revelación británico»)
- Mejor artista Pop/R&B
- Mejor artista Dance
- Mejor artista rock/alternativo
- Mejor artista Hip Hop/Grime/Rap
- Estrella emergente (anteriormente «Elección de los críticos»)
- Artista internacional
- Canción internacional
- Grupo internacional

### En desuso
- Artista solista femenina británica
- Artista solista masculino británico
- Artista solista femenina internacional
- Artista solista masculino internacional
- Vídeo británico del año
- Álbum internacional
- Artista solista internacional
- Artista revelación internacional

### Especiales
- Artista de una generación (1996)
- Álbum más vendido (1998)
- Premio éxito global (2013 a 2019)
- Ícono global (2014, 2016, 2017, 2021)
- Contribución destacada a la música (1977, 1982–2010, 2012, 2019)

## Incidentes

### Discurso final de Adele (2012)
La cantante Adele se alzó con el premio al álbum británico del año y al momento de pronunciar su discurso fue interrumpida abruptamente por el conductor de la ceremonia James Corden. El hecho provocó que la cantante hiciera el gesto del dedo a la audiencia en señal de disconformidad. Subsecuentemente, Adele aclaró que la señal era en contra de los productores de la ceremonia y no contra sus fanes.

Ese dedo era para los productores, no para mis fans. Yo estaba a punto de dar las gracias al público británico por su apoyo y me cortaron.
Adele

ITV también se pronunció sobre el hecho, aclarando que «los Brits son un evento en vivo» y que «debido a que el programa se había extendido tuvieron que seguir adelante con la ceremonia». ITV también mostró su deseo de pedir disculpas a la cantante. James Corden también declaró «sentirse mal» por el hecho, citando que los Blur tuvieron 11 minutos y ella apenas podía decir gracias una vez».

### One Direction y el Global Success Award (2013)
En 2013, One Direction recibió por primera vez un conocimiento exclusivo dado por los Brit Awards, el Global Success Award por excelencia al éxito mundial, convirtiéndose así en el primer artista de toda la historia en recibir un galardón de tal magnitud.
Después de recordar todos los éxitos logrados por la banda en tan solo sus 3 primeros años de carrera, fueron presentados a recoger su reconocimiento, sin embargo hacía falta un miembro del total de cinco, el cual era Harry Styles; aun así el resto de los integrantes continuaron con los agradecimientos que después serían interrumpidos por la llegada de Harry Styles, quien aclaró que se encontraba en los servicios higiénicos y él mismo pidió disculpas y finalizó con el discurso de agradecimiento. Sin duda este es probablemente el acontecimiento más bochornoso ocurrido en este edición de entrega de premios.

### Mick Kluczynski y Take That (2009)
Diez días antes de la edición de 2009, Mick Kluczynski, director de producción para el evento desde 1995, murió. A pesar de este contratiempo el equipo puso en su lugar asegurarse de que todo salió como estaba previsto. Él es ampliamente acreditado con la transición de la Fleetwood / Fox debacle a la escala de la actual.
Además de esto, Take That cantaron su single "Greatest Day" con una complicada puesta en escena que incluía una plataforma elevada sobre el público. Sin embargo, muchos miembros del público y la prensa acusó al grupo de mímica de la canción, lo que vino después de que varios meses antes los miembros de la banda criticaron a Britney Spears, acusándola de "perder su toque y hacer mímica demasiado".

### Vic Reeves y Sharon Osbourne (2008)
Después que Vic Reeves pareciera que olvido la categoría que estaba presentando, Sharon Osbourne trató de quitarle el micrófono, insistiendo que él estaba borracho y la había insultado. Ella procedió a anunciarse a sí misma. Al día siguiente se informó que Reeves no estaba en estado de embriaguez y además, se sentía ofendido por el comportamiento de Osbourne.

### Anfitrión Russell Brand (2007)
La controversia fue causada por el anfitrión de la ceremonia 2007, el comediante Russell Brand, quien hizo varios "chistes" relativos a las noticias de la época, incluyendo al cantante Robbie Williams' quien había ingresado recientemente a rehabilitación por su adicción a las drogas prescritas, el Queen's "naughty bits" y el "amistoso fuego mortal", incidente en donde un soldado británico murió en un ataque de las fuerzas americanas en Irak. ITV 1 recibió más de 300 llamados de telespectadores quejándose.

### Robbie Williams y Liam Gallagher (2000)
Cerca de la hora de su la presentación de Take That, Robbie Williams, en el Festival de Glastonbury, había iniciado una improbable amistad con los hermanos Gallagher de la banda britpop Oasis. La amistad fue breve, sin embargo, las dos partes se hacían regularmente insultos a través de la prensa, Noel Gallagher, como es sabido, se refirió a Robbie como "el bailarín gordito de Take That". Después de haber obtenido el premio "Mejor Cantante Británico" y "Mejor Video" por "She's the One", Williams desafió a Liam a un combate televisado diciendo, "Bueno, ¿hay alguien que quiera verme luchar con Liam?, ¿pagar por verlo?, nos pondríamos en un ring y tendríamos una lucha, la que todos podrán ver por televisión, d'qué opinión le merece esto? "Gallagher fue en Japón en el momento de gira con Oasis".

### Chumbawamba arrojó agua a John Prescott (1998)
En 1998, Danbert Nobacon de la banda activista política Chumbawamba, arrojó un balde de agua fría al ministro de gabinete del Partido Laborista (Reino Unido) John Prescott. EMI Europa emitió disculpas públicas en nombre de la banda.
Otro incidente en 1998, el grupo británico Massive Attack ganó una categoría y al recoger su premio entregado por la aristócrata Sarah Ferguson, 3D la insultó con la mano y ella se quedó con la misma expresión en su rostro e inmediatamente dio la mano a otro integrante y se fue rápido.

### La Unión Jack en el vestido de Geri Halliwell (1997)
En 1997, Geri Halliwell o Ginger Spice del grupo británico Spice Girls, llevaba la Union Jack en su vestido, lo que creó mucha atención de los espectadores y, posteriormente, estuvo en todos los titulares de la día siguiente. La idea de Geri, fue originalmente, llevar un vestido negro, pero pensó que era demasiado aburrido, así que su hermana le cosió una toalla con la Unión de Jack, con un signo de 'paz' en la parte trasera, a fin de no ofender a nadie. Lo utilizó durante la actuación de las Spice Girls, que interpretaron su # 1 "Who Do You Think You Are?". Más tarde, ella donó el vestido en una subasta de caridad en Hard Rock Café en Las Vegas, obteniendo £36,200.

### La invasión de etapa de Jarvis Cocker y "Shitlife" (Parklife de Blur) cantada por Oasis (1996)
En 1996, dieron a Michael Jackson el premio especial "Artista de una Generación". En la ceremonia acompañó su solo "Earth Song" con un espectáculo en el cual Jackson aparecía como una figura similar a Cristo y rodeada de niños. Jarvis Cocker, del grupo Pulp, protagonizó una protesta, levantando su camisa y señalando su vestido inferior en dirección a Jackson. Posteriormente, la policía interrogó a Cocker, pues sospechaban que hubiese causado heridas a tres de los niños de Jackson, aunque no hubo después ninguna demanda judicial. "Earth Song" se convirtió en el mayor éxito de Jackson en el Reino Unido, manteniéndose durante seis semanas en lo alto de las listas.
Otro incidente en este mismo año, ocurrió cuando a la banda británica Oasis le entregan el premio a mejor disco del año, y en el momento en que los hermanos Gallagher daban las gracias, dicen "all the people" (a toda la gente..) y comienzan a cantar una estrofa de la canción Parklife de sus rivales en ese entonces, Blur, cambiando la letra a "Shitlife". Además, Liam Gallagher se pasa el Brit por el trasero hacia el público.

### Última aparición de Freddie Mercury en público
En la gala de 1990, Freddie Mercury apareció en público por última vez, para la ocasión se vistió con un traje celeste. Sólo se dirigió al público para decir un breve «Gracias, buenas noches», tras recibir el premio Brit por la destacada contribución de Queen a la música británica.
Contrario a su protagonismo y energía habitual, Mercury (quien había estado sufriendo de SIDA desde 1987, pero no se había dado a conocer a los medios) no hizo un discurso, así que su compañero Brian May lo hizo en nombre de los demás miembros de la banda, pero su apariencia demacrada era notable.
Mercury apareció muy pálido y profundamente maquillado, no miraba mucho a la gente y solo observó el premio otorgado; muchos críticos presagiaron que sería la última vez que se lo vería en público. Prueba de ello, se captaron muchas fotos patéticas que mostraron que Freddie estaba sumamente enfermo.

### Sam Fox y Mick Fleetwood (1989)
En 1989, en un intento de añadir algo de emoción al proceso de organización, los organizadores decidieron cambiar el nombre de los premios a “The BRIT Awards”, presentado por Mick Fleetwood de Fleetwood Mac y la exchica de la página tres Samantha Fox como coanfitriones del show en vivo. La inexperiencia de los anfitriones, la poca afinidad y la pobre preparación se combinaron para crear un caos. Los anfitriones mezclaron continuamente sus líneas, un mensaje pregrabado de Michael Jackson, el que nunca se emitió y el arribo tarde de algunos invitados.
Samantha Fox / Mick Fleetwood fue el acontecimiento más importante de BPI/Brit Awards de la historia. El hecho fue tan bochornoso, que el público británico retomó el interés por los premios y se arriesgaron a la realizar la transmisión en directo por televisión.

## Artistas galardonados

### Británicos
| Artista(s)                                 | Número de premios |
| ------------------------------------------ | ----------------- |
| Robbie Williams (5 con Take That y 1 Icon) | 18                |
| Adele                                      | 12                |
| Coldplay                                   | 9                 |
| Harry Styles (7 con One Direction)         | 9                 |
| Take That                                  | 8                 |
| Annie Lennox                               | 8                 |
| Arctic Monkeys                             | 7                 |
| One Direction                              | 7                 |
| David Bowie (1 Icon; 2 póstumos)           | 6                 |
| Dua Lipa                                   | 6                 |
| Oasis                                      | 6                 |
| Spice Girls                                | 5                 |
| Blur                                       | 5                 |
| Phil Collins                               | 5                 |
| George Michael (3 con Wham!)               | 5                 |
| Freddie Mercury (3 con Queen; póstumo)     | 5                 |
| Elton John (1 Icon)                        | 5                 |
| The Beatles                                | 4                 |
| Dido                                       | 4                 |
| Manic Street Preachers                     | 4                 |
| Paul Weller                                | 4                 |
| Ed Sheeran                                 | 4                 |
| Emeli Sandé                                | 4                 |
| Little Mix                                 | 3                 |